# Euphrosynoplax
Euphrosynoplax är ett släkte av kräftdjur. Euphrosynoplax ingår i familjen Pseudorhombilidae.
Kladogram enligt Catalogue of Life:
| Euphrosynoplax | \| \| Euphrosynoplax campechiensis \| \| \| \| \| \| Euphrosynoplax clausa \| \| \| \| |
|                | \| \| Euphrosynoplax campechiensis \| \| \| \| \| \| Euphrosynoplax clausa \| \| \| \| |
|                | Chacellus                                                                              |
|                |                                                                                        |
|                | Nanoplax                                                                               |
|                |                                                                                        |
|                | Pseudorhombila                                                                         |
|                |                                                                                        |
|                | Euphrosynoplax campechiensis                                                           |
|                |                                                                                        |
|                | Euphrosynoplax clausa                                                                  |
|                |                                                                                        |

|  | Euphrosynoplax campechiensis |
|  |                              |
|  | Euphrosynoplax clausa        |
|  |                              |